# Chambersburg
Chambersburg és una població dels Estats Units a l'estat de Pennsilvània. Segons el cens del 2008 tenia 18.302 habitants.

## Demografia
Segons el cens del 2000, Chambersburg tenia 17.862 habitants, 7.722 habitatges, i 4.386 famílies. La densitat de població era de 1.003,9 habitants per quilòmetre quadrat.
Dels 7.722 habitatges en un 24,1% hi vivien nens de menys de 18 anys, en un 41,2% hi vivien parelles casades, en un 11,7% dones solteres, i en un 43,2% no eren unitats familiars. En el 37,5% dels habitatges hi vivien persones soles el 16,8% de les quals corresponia a persones de 65 anys o més que vivien soles. El nombre mitjà de persones vivint en cada habitatge era de 2,16 i el nombre mitjà de persones que vivien en cada família era de 2,83.
Per edats la població es repartia de la següent manera: un 20,8% tenia menys de 18 anys, un 9,1% entre 18 i 24, un 26,8% entre 25 i 44, un 20,6% de 45 a 60 i un 22,7% 65 anys o més.
L'edat mediana era de 40 anys. Per cada 100 dones de 18 o més anys hi havia 77,1 homes.
La renda mediana per habitatge era de 32.336 $ i la renda mediana per família de 40.352 $. Els homes tenien una renda mediana de 31.803 $ mentre que les dones 21.548 $. La renda per capita de la població era de 19.278 $. Entorn del 9,8% de les famílies i el 12,9% de la població estaven per davall del llindar de pobresa.

## Poblacions més properes
El següent diagrama mostra les poblacions més properes.